# Judith Skudelny
Judith Skudelny (nascida a 2 de outubro de 1975) é uma advogada e política alemã do Partido Democrático Liberal (FDP) que serve como membro do Bundestag pelo estado de Baden-Württemberg de 2009 a 2013 e desde novamente a partir de 2017.

## Carreira política
Skudelny tornou-se membro do Bundestag novamente após as eleições federais alemãs de 2017. Desde então, ela foi novamente membro do Comité do Meio Ambiente, Conservação da Natureza e Segurança Nuclear. Ela serviu também como porta-voz do seu grupo parlamentar sobre política ambiental.
Além disso, Skudelny é membro suplente da Comissão de Assuntos Jurídicos e Defesa do Consumidor e da Comissão de Eleição de Juízes (Wahlausschuss), que é responsável pela nomeação de juízes para o Tribunal Constitucional Federal da Alemanha.
Após as eleições estaduais de 2021 em Baden-Württemberg, Skudelny fez parte da delegação do seu partido nas negociações com a Aliança 90/Os Verdes do ministro-presidente Winfried Kretschmann sobre um possível governo de coligação.
Nas negociações para formar a chamada coligação semáforo do Partido Social-Democrata (SPD), do Partido Verde e do FDP após as eleições federais alemãs de 2021, Skudelny fez parte da delegação do seu partido no grupo de trabalho sobre política ambiental, co-presidido por Rita Schwarzelühr-Sutter, Steffi Lemke e Stefan Birkner.